# Магда
Магда е българска попфолк певица.

## Биография
Магда Стоянова е родена на 23 септември 1983 година в Бургас.
Следващия попфолк проект на певицата е „Утре късно е“.
След 6 месечна пауза на 7 март 2011 г. с клип излиза песента „Чакай ме там“. На 10 август 2011 г. Магда промотира песента „Нещо хладно“ която
се превръща в есенен хит.
На 25 юни 2012 г. излиза „Вляво черна, вдясно руса“. През есента на 23 октомври 2012 г. излиза следващата песен на Магда която носи заглавието „Улица на самота и грях“. В последните дни на годината на 28 декември 2012 г. излиза следваща ѝ песен „Обич по-жестока от омраза“ която е дует с Игор Шарески.

### 2013 – 14: Компилации„Златните хитове на Магда“, „The best of Magda“и успешна година
На 13 декември 2013 г. с клип излиза следваща песен на певицата „Нова страница“. Същата година излизат и двете компилации на Магда „Златните хитове на Магда“ и „The best of Magda“.
На 11 август 2014 г. Магда представя следващия си попфолк проект „Жълтата клюка“ която се превръща в есенен хит.

### 2015 – 20: Нови проекти и раждане
След 7 месечна пауза на 20 март 2015 г. излиза клипът към песента „Допуши ме“. На 30 октомври 2015 г. Магда представя следващият си попфолк проект „Хищници“ който е дует с Борис Дали.
На 4 февруари 2016 г. излиза новият попфолк проект на певицата „Сестри на дявола“ който е дует с гръцката изпълнителка Марина Сази във видеоклипът взима участие и Данаил Цветков който е лице на известна световна марка. Магда финализира годината със следващата си песен и на 27 юни 2016 г. представя „В краката ми бъди“.
След 10 месечна пауза през лятото на 10 май 2017 г. Магда представя новият си попфолк проект със заглавие „Неотразимата“.
На 19 септември 2017 г. Наталия представя новата си песен „Искам пак“ която е с участието на Магда. На 6 ноември 2017 г. излиза видеоклипът към дуетната песен на певицата с гръцкия изпълнител Йорданис Агапитос която носи заглавието „Да, да да“.
На 11 януари 2018 г. певицата ражда дъщеря си Никол. След 10 месечна творческа пауза на 20 септември 2018 г. излиза новият попфолк проект на Магда който носи заглавието „Няма не“ във видеоклипът участие взима Галена.
През 2019 г. представя баладата „Чаках те“ в която участие взима Деси Слава. През ноември представя новият си поп-фолк проект „Тегля майни“. Песента бързо се превръща в хит, а певицата отново завръща позициите си сред публиката. През юни 2020 г. Магда представя новата си песен „Отпечатък“. Силно впечатление прави видеото към песента, където певицата показва съвсем променена визия и излъчване, а проекта продължава хитовата линия на изпълнителката от края на 2019.[източник? (Поискан преди 9 дни)]

### 2021 – 2023: Хит Микс Мюзик
На 24 март 2021 г. излиза „Golden Mashup“ събрал част от най-големите хитове на певицата, а по същото време напуска „Пайнер“ след 18 години съвместна работа и подписва с „Хит Микс Мюзик“. Два месеца по-късно на 28 май излиза видеоклип към песента „Запали си“. Четири месеца по-късно на рождения ден на певицата 23 септември излиза видеоклипът към вторият и проект за годината озаглавен „Двойник“.[източник? (Поискан преди 9 дни)]
През пролетта на 2022 на 18 май Магда презентира нов проект озаглавен „Всяка нова“. Песента набира популярност и се превръща в радио хит. До края на годината изпълнителката не издава повече музикални проекти.
През лятото на 2023 година Магда изненадва почитателите с динамична дуетна песен с младата певица Dallia озаглавена „Хамелеон“. Това е последният проект на певицата в Хит Микс Мюзик.

### 2024 – 2025: Настояще
На 28 ноември 2024 Магда прави премиерата на новата си песен „Още ли“ в колаборация с Борис Дали и Румен Борилов. Това е първият продуциран проект от звездата, с който тя стартира своя официален YouTube канал Magda Music.

## Дискография

### Студийни албуми
- Случаен флирт (2004)[38]
- Спаси ме, любов (2006)[38]
- Нежен прицел (2008)[38]

### Компилации
- The best of Magda (2013)[38]
- Златните хитове на Пайнер 12 – Магда (2013)[38]

## Изяви
Концерти зад граница: Македония, Великобритания, Албания, Турция
През 2005 г. Магда е гост на турнето „Планета Прима“ в градовете Бургас, Плевен и Стара Загора.

## Награди
2003 – Награда за дебют („Тракия фолк“)